# Bernard du Bus de Gisignies
Pour les articles homonymes, voir Du Bus de Gisignies.
Bernard Amé Léonard du Bus de Gisignies, formé à l'Université d'État de Louvain, est un paléontologue, un ornithologue et un homme politique belge, né le 21 juin 1808 et mort le 6 juillet 1874. 

## Biographie
Il est le fils de Leonard du Bus de Gisignies.
Il fut, dès la fondation du musée en 1846, le premier directeur du Muséum des sciences naturelles de Belgique.